# Aqueduc de l'Aqua Marcia
L'aqueduc de l'Aqua Marcia, aqueduc de Marcius ou aqueduc Marcien (en latin : Aqua Marcia) est le troisième aqueduc de Rome, construit par le préteur Quintus Marcius Rex qui a donné son nom à l'ouvrage, entre 144 et 140 av. J.-C.

## Histoire

### Construction
Au début du IIe siècle av. J.-C., les deux premiers aqueducs de Rome sont devenus vétustes et de nombreux détournements illégaux diminuent le débit de façon importante, à tel point que selon Tite-Live, en 184 av. J.-C., le censeur Caton l'Ancien prend des mesures pour rétablir le débit initial en faisant retirer les conduites illégales et en supprimant l'approvisionnement aux particuliers.
En 144 av. J.-C., sous le consulat de Servius Sulpicius Galba et Lucius Aurelius Cotta, la situation ne s'est pas sensiblement améliorée. Le Sénat charge le préteur urbain Quintus Marcius Rex de réparer les canaux des deux aqueducs et de mettre fin aux détournements frauduleux,.
Même si les aqueducs retrouvent leur capacité maximale, les débits sont devenus trop faibles pour répondre à une demande grandissante. Le Sénat décide alors la construction d'un nouvel aqueduc, plus long et plus ambitieux que les deux précédents, qui acheminera de l'eau jusque sur la colline du Capitole, prouesse technique pour l'époque. Quintus Marcius Rex se voit confier la supervision des travaux avec la somme de 8 400 000 sesterces pour conclure les contrats. Sa préture expirant avant l'achèvement des travaux, elle est prorogée d'un an.
En 143 av. J.-C., sous le consulat d'Appius Claudius Pulcher et Quintus Caecilius Metellus Macedonicus, des décemvirs consultent les Livres sibyllins et concluent qu'il faut que ce soit l'Anio Vetus et non l'Aqua Marcia qui alimente le Capitole. Trois ans plus tard, en 140 av. J.-C., sous le consulat de Quintus Servilius Caepio et Caius Laelius Sapiens, l'affaire est de nouveau portée devant le Sénat. Dans les deux cas, l'avis de Quintus Marcius Rex prévaut et l'eau du nouvel aqueduc est acheminée jusqu'au Capitole.

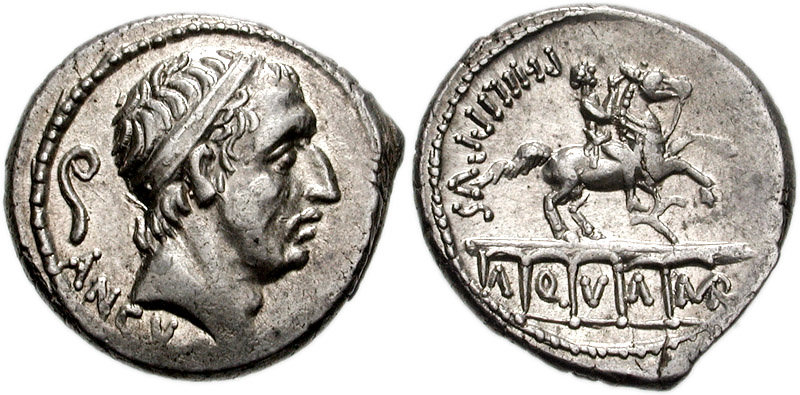
Denier de Lucius Marcius Philippus, 56 av. J.-C., célébrant la réalisation de son ancêtre de la gens Marcia.
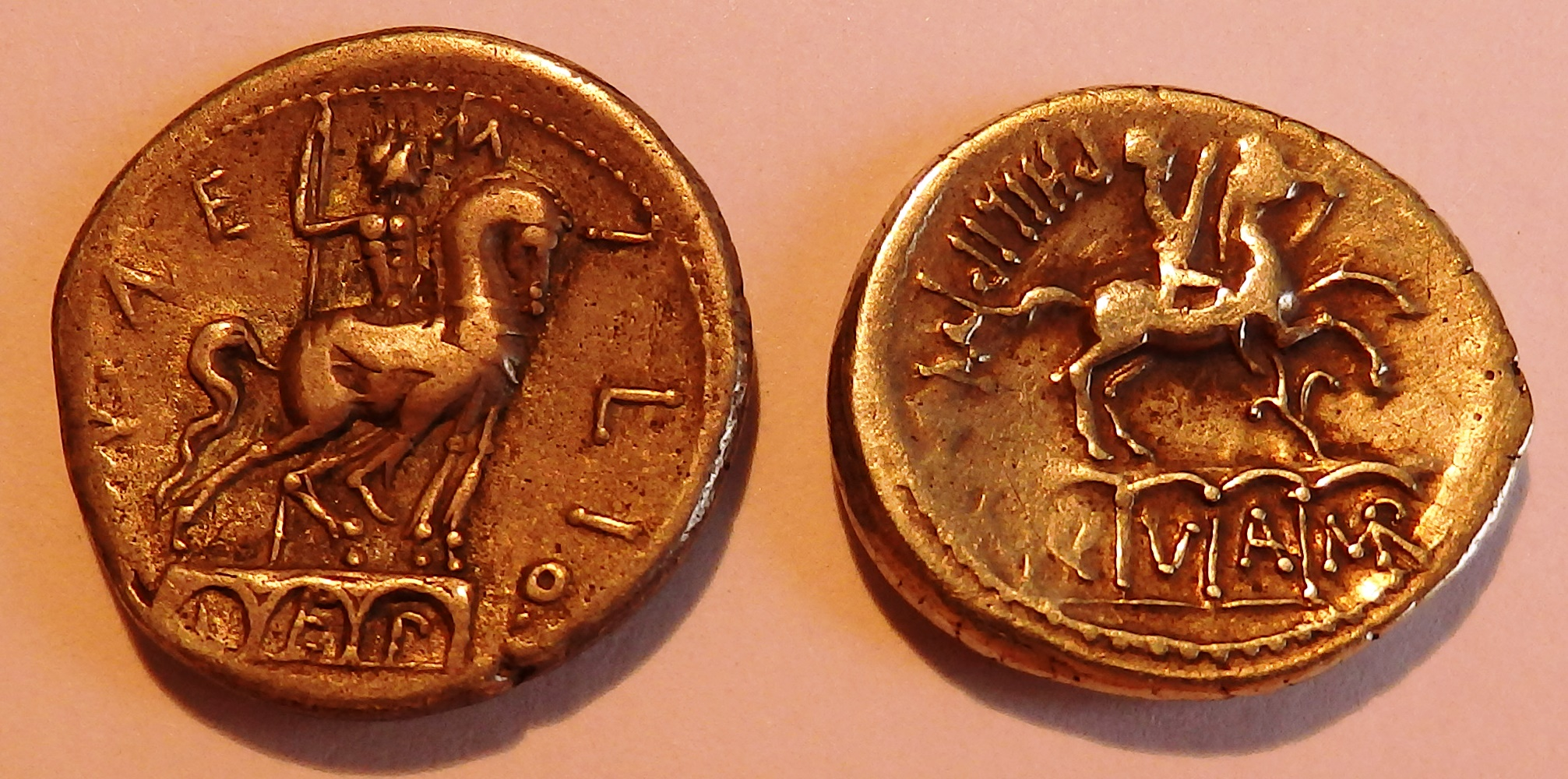
Représentation de l'Aqua Marcia sur deux monnaies datées de 114/113 et 56 av. J.-C.

### Restaurations
Il est réparé une première fois en 33 av. J.-C. par Agrippa puis est de nouveau en grande partie reconstruit par Auguste entre 11 et 4 av. J.-C. à la suite d'un rapport des consuls Quintus Aelius Tubero et Paullus Fabius Maximus. Cette restauration est commémorée par une inscription placée sur l'arche enjambant la Via Tiburtina, intégrée plus tard dans le mur d'Aurélien. Pour assurer un approvisionnement constant même par temps de sècheresse, Auguste fait construire un conduit souterrain qui capte l'Aqua Augusta. Le volume de l'aqueduc est doublé.
Néron crée la polémique en se baignant dans une des sources.

« À la même époque, une recherche indiscrète de plaisir valut à Néron infamie et péril : il avait nagé dans la fontaine d'où l'eau Marcia est amenée à Rome et on croyait qu'en y plongeant son corps il avait profané une source sacrée et violé la sainteté du lieu. Une maladie qui vint à la suite parut un témoignage de la colère céleste. »

— Tacite, Annales, XIV, 22
De nouvelles réparations ont lieu sous les règnes de Titus, d'Hadrien, de Septime Sévère en 196, de Caracalla entre 212 et 213, de Dioclétien et peut-être aussi d'Arcadius et Honorius. Caracalla aurait fait dégager et nettoyer les sources, creuser de nouveaux tunnels et ajouter une source, le Fons Antoninianus afin de construire une nouvelle branche pour approvisionner ses thermes, baptisée Aqua Marcia Antoniniana ou Aqua Antoniniana Iovia. Une autre branche secondaire est utilisée pour alimenter les thermes de Dioclétien.

### L'Acqua Felice
Une partie de l'Aqua Marcia près de Rome, dans la zone comprenant le Parc Tor Fiscale et le Parc des Aqueducs, est démolie ou réutilisée sur un tronçon de 11 km lors de la construction de l'Acqua Felice en 1586 par le pape Sixte V, de son vrai nom Felice Peretti. L'Aqua Marcia fonctionne aujourd'hui en tant qu'une des sources d'eau principales de la ville moderne de Rome.

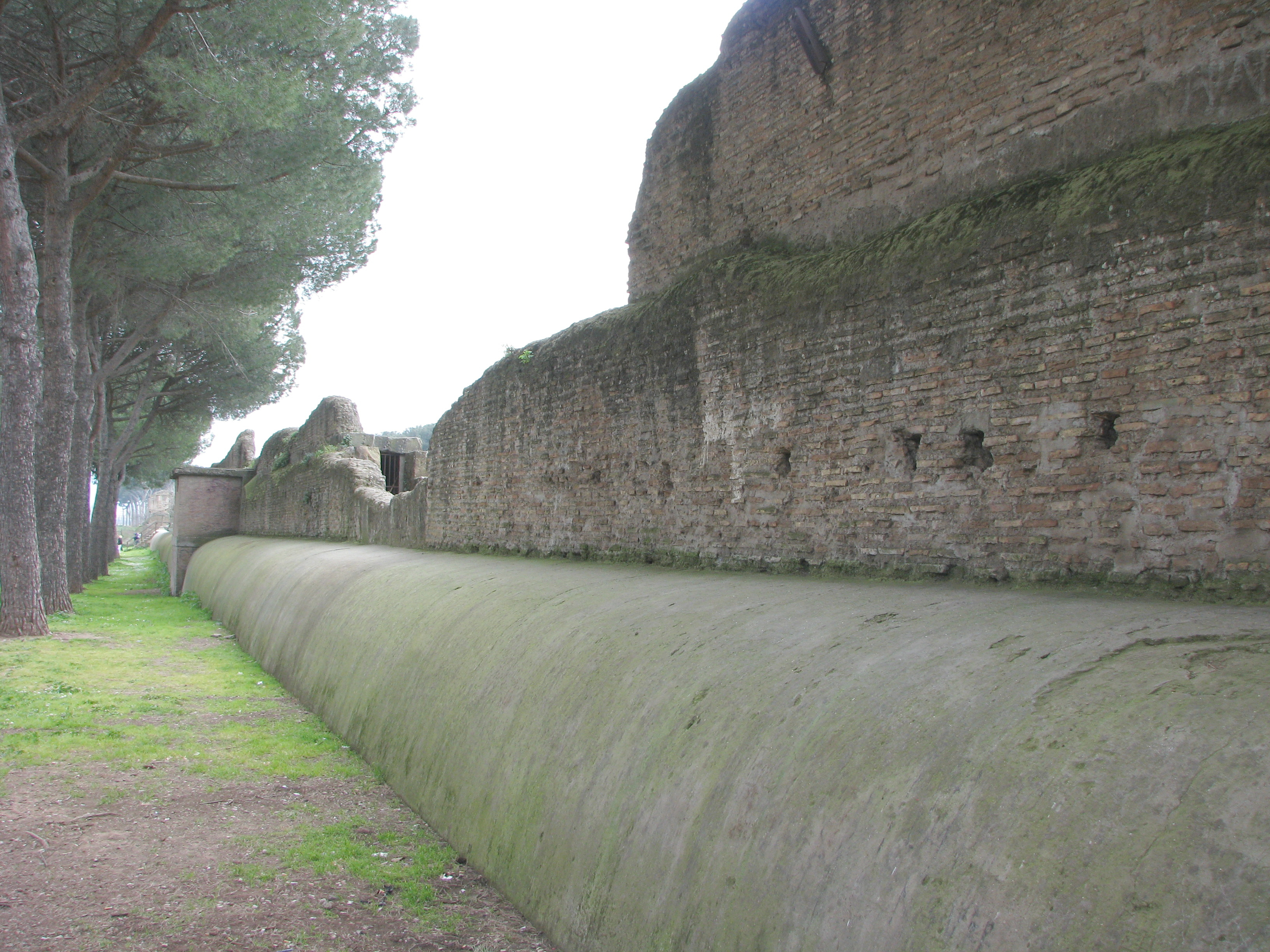
Tronçon de l'Aqua Marcia réutilisé lors de la construction de l'Aqua Felice dont le canal en béton est visible en bas.
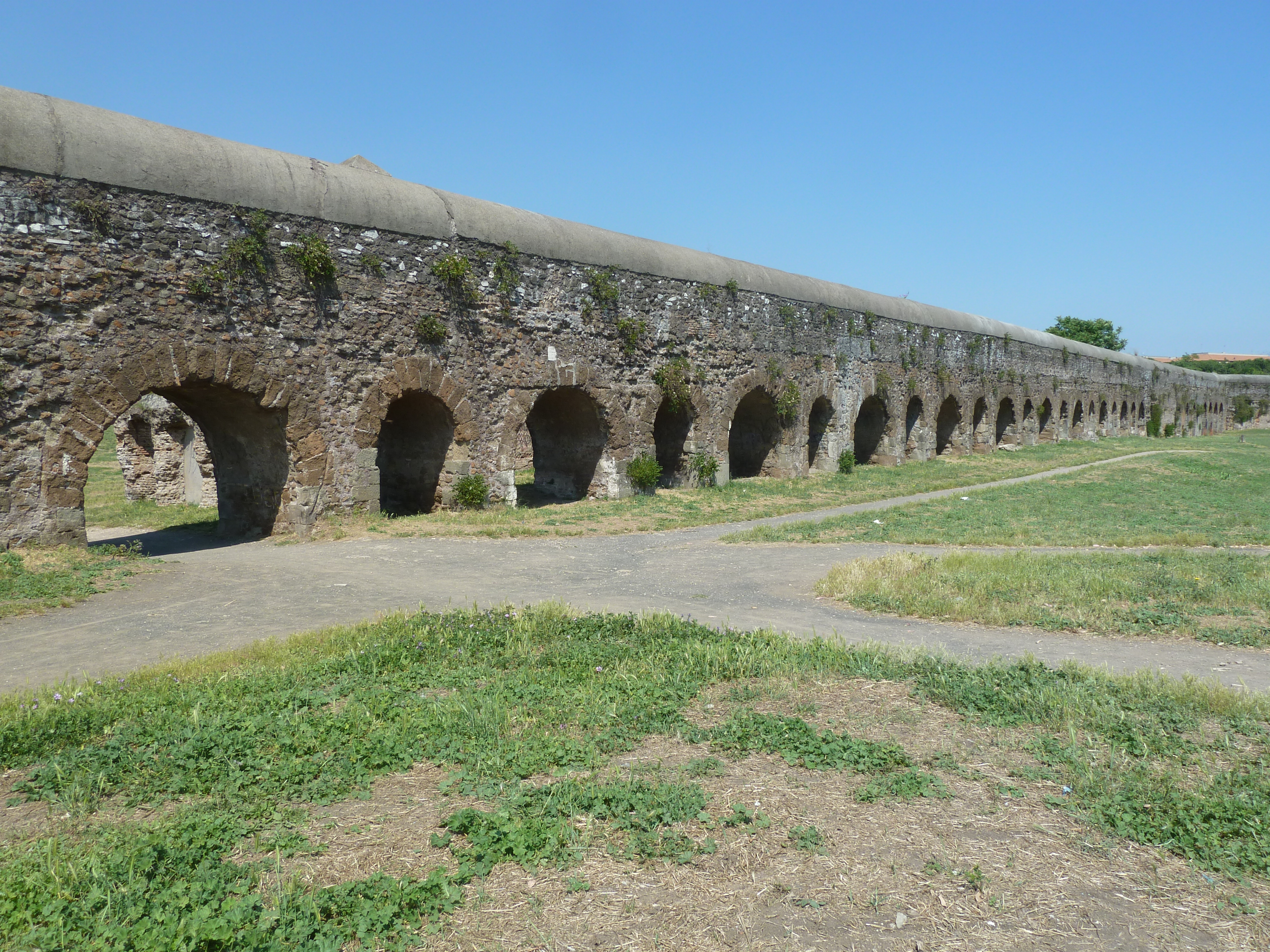
Aqua Felice dans le Parc des Aqueducs.
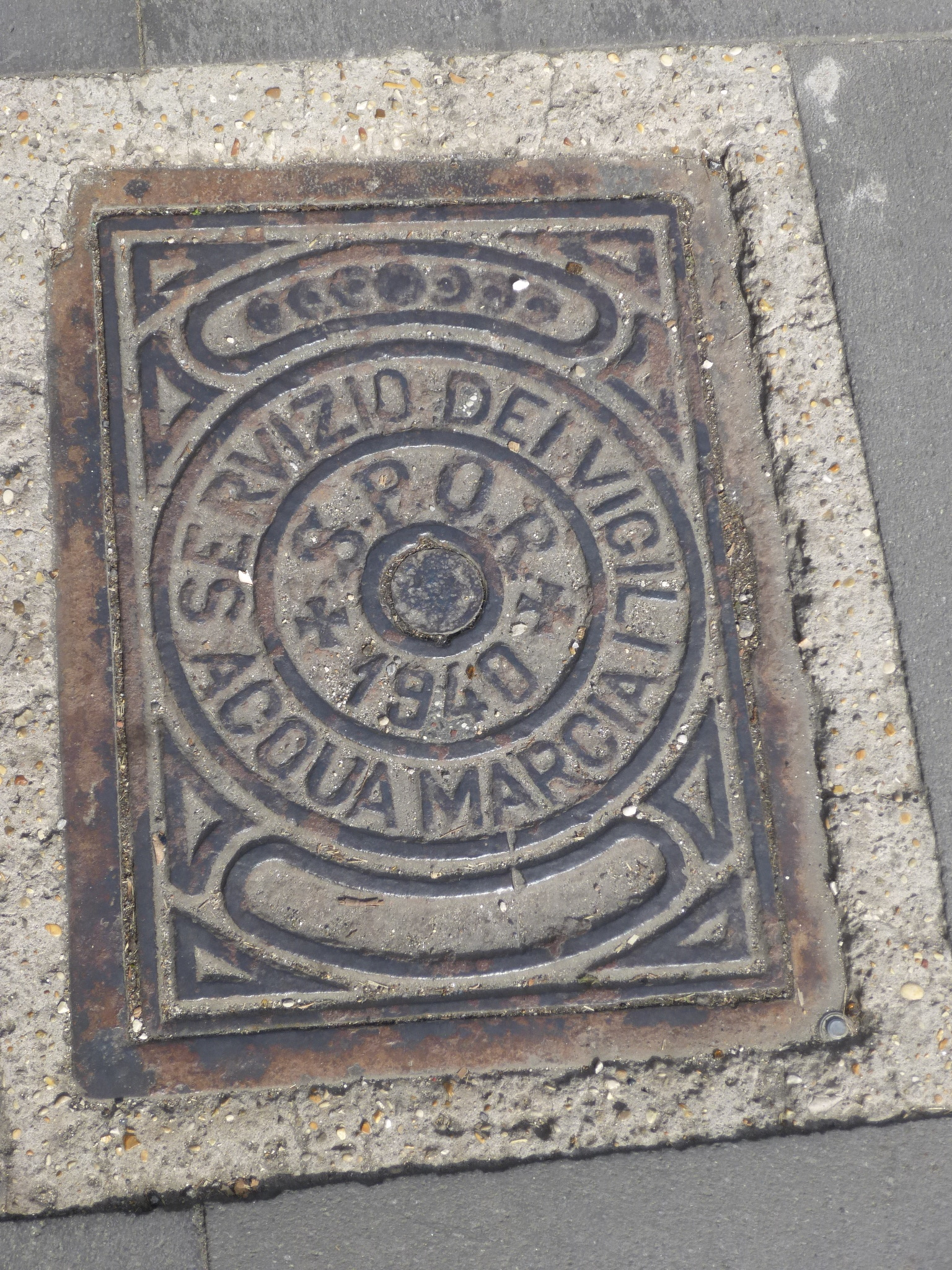
Plaque moderne mentionnant l'Acqua Marcia.

## Description

### Les sources captées
La source antique dans laquelle puise l'aqueduc est située dans la vallée de l'Anio comme pour l'Anio Vetus, mais plus en amont, sur la rive droite, au trente-sixième mille de la Via Valeria près des villes modernes d'Arsoli et d'Agosta, à 150 mètres à gauche de la Via Sublacensis, à proximité immédiate de la source de l'Aqua Claudia. Selon Pline l'Ancien, l'eau est appelée à l'origine Aqua Aufeia et provient de la source Fons Pitonia. Lors de travaux de restauration de la fin du Ier siècle av. J.-C., Auguste fait ajouter une source supplémentaire, l'Aqua Augusta, située à 600 mètres en amont dans la vallée de l'Anio, permettant de doubler la capacité de l'aqueduc. Les sources de cette région, à l'est de la ville dans la vallée de Anio, sont utilisées pour d'autres aqueducs comme l'Anio Vetus dont les sources sont plus proches de Rome, et l'Anio Novus qui capte de l'eau quelques kilomètres en amont. Contrairement à ces deux aqueducs qui détournent de l'eau directement du cours de la rivière Anio, la qualité de l'Aqua Marcia est excellente,, et reste considérée comme la meilleure de toutes les eaux acheminées jusqu'à Rome, la plus fraîche et la plus pure,.

### Parcours hors de Rome
L'aqueduc longe d'abord la Via Valeria et l'Anio jusqu'à Tibur après un tronçon sur arcades dont subsiste un arc au Ponte degli Arci. Il tourne ensuite vers le sud et passe à l'est de la Villa Hadriana. L'aqueduc longe les contreforts des Montes Praenaestini en se dirigeant progressivement vers l'ouest. Le tracé de l'aqueduc est bien connu depuis sa source jusqu'à Santa Maria di Cavamonte, dans la commune de Gallicano nel Lazio où on perd sa trace jusqu'à ce que l'Aqua Tepula et l'Aqua Iulia le rejoignent à hauteur de Romavecchia. Il croise la Via Praenaestina après avoir franchi plusieurs vallons sur quelques ouvrages d'art dont le Ponte San Pietro et le Ponte della Bullica. Il dépasse la Via Labicana près de Labicum puis la Via Latina au sixième mille, près de Tusculum. Il est rejoint peu avant par les canaux de l'Aqua Tepula et l'Aqua Iulia qui partagent dès lors les mêmes arcades. Les canaux superposés suivent la Via Latina avant de s'en écarter quelques kilomètres avant d'atteindre la ville pour prendre la direction du nord pour rallier Rome au niveau de la zone baptisée Ad Veterem, site occupé sous l'Empire par la Porte Majeure.

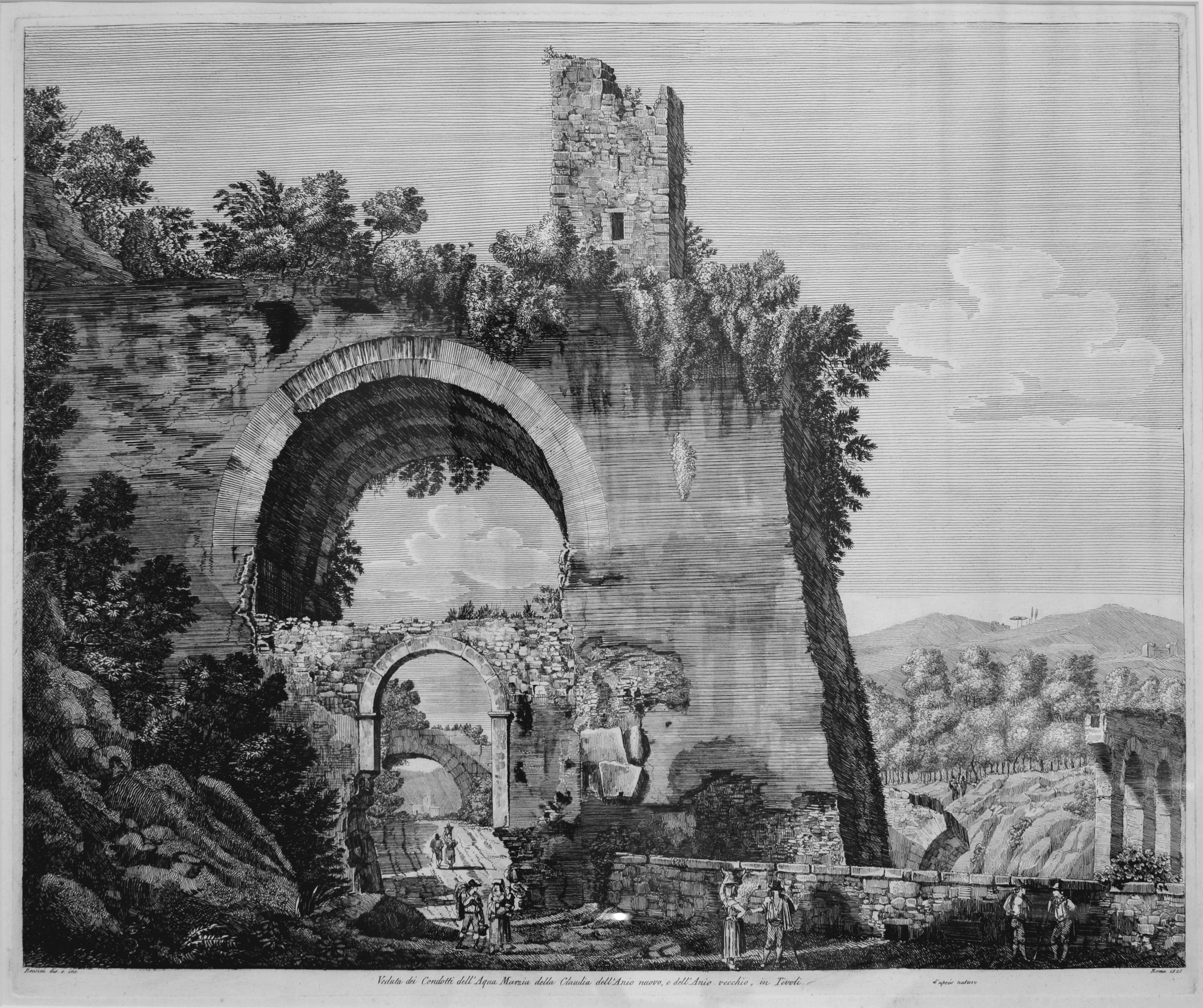
Luigi Rossini, Tivoli Condotti, vers 1826. Vue de la zone appelée aujourd'hui Ponte dell'Arci : au premier plan, une arche de l'Anio Novus dont l'ouverture a été obstruée par un arc plus petit qui n'existe plus aujourd'hui. Derrière cet arc, on aperçoit un troisième arc, en arrière-plan, qui appartient à l'Aqua Marcia.
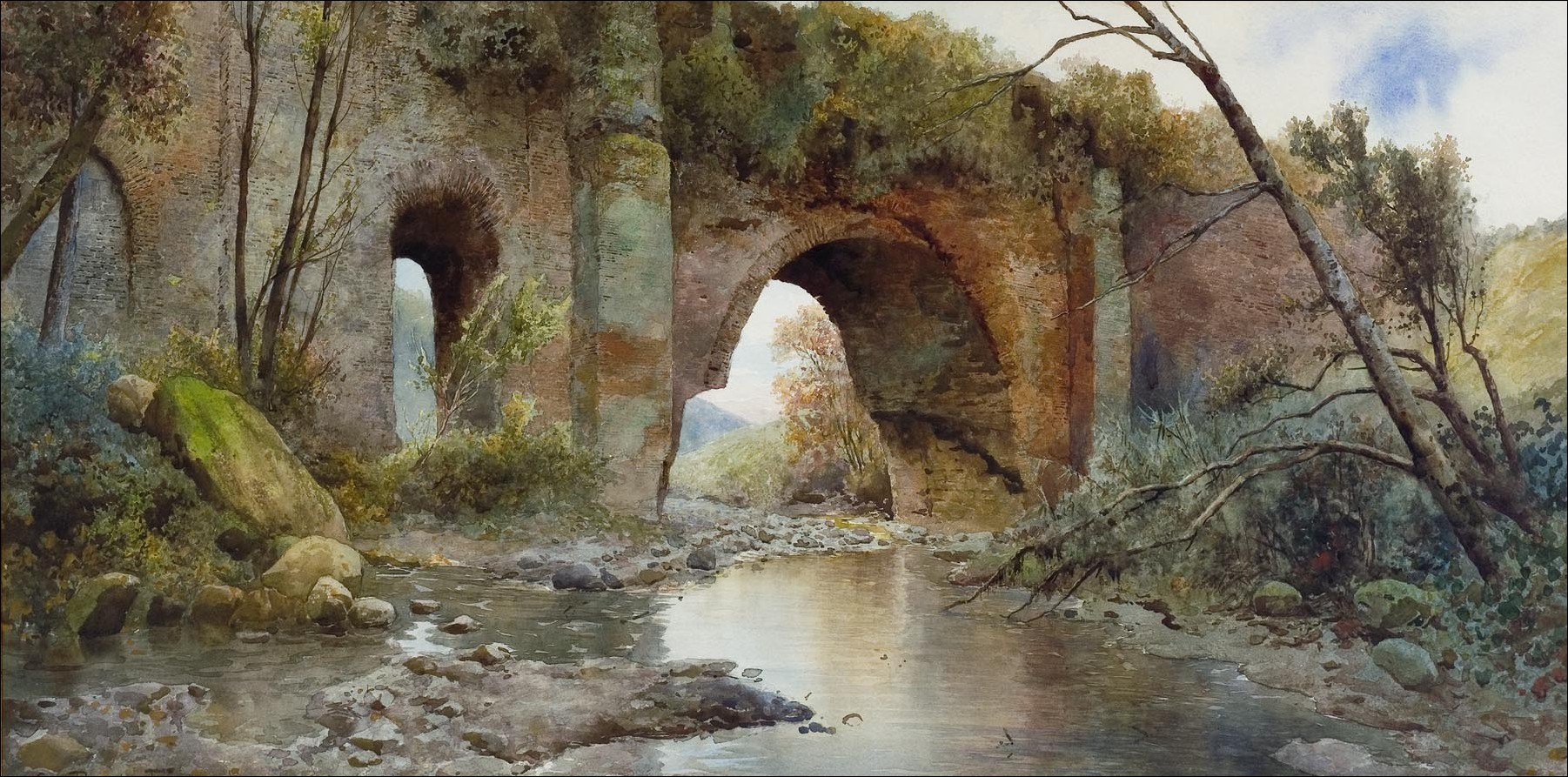
Ettore Roesler Franz, An old Aquaduct, 1897. Aquarelle représentant le Ponte San Pietro près de l'actuelle Gallicano nel Lazio.

Son parcours de la source à Rome est de 91,4 km dont 80 km en canaux souterrains, 700 m en arcades loin de Rome, 800 m en substructions et 9,6 km en arcades près de Rome. Il est le plus long des onze aqueducs qui approvisionnent la ville de Rome et est celui qui fournit le plus d'eau par jour après l'aqueduc de l'Anio Novus,. Plus long que ce dernier, il prend pourtant sa source plus en aval, mais les progrès techniques font que l'aqueduc de l'Anio Novus est beaucoup plus longtemps sur arches ce qui lui permet d'aller tout droit au lieu de suivre les courbes de niveau, comme le font les canaux de l'Aqua Marcia.

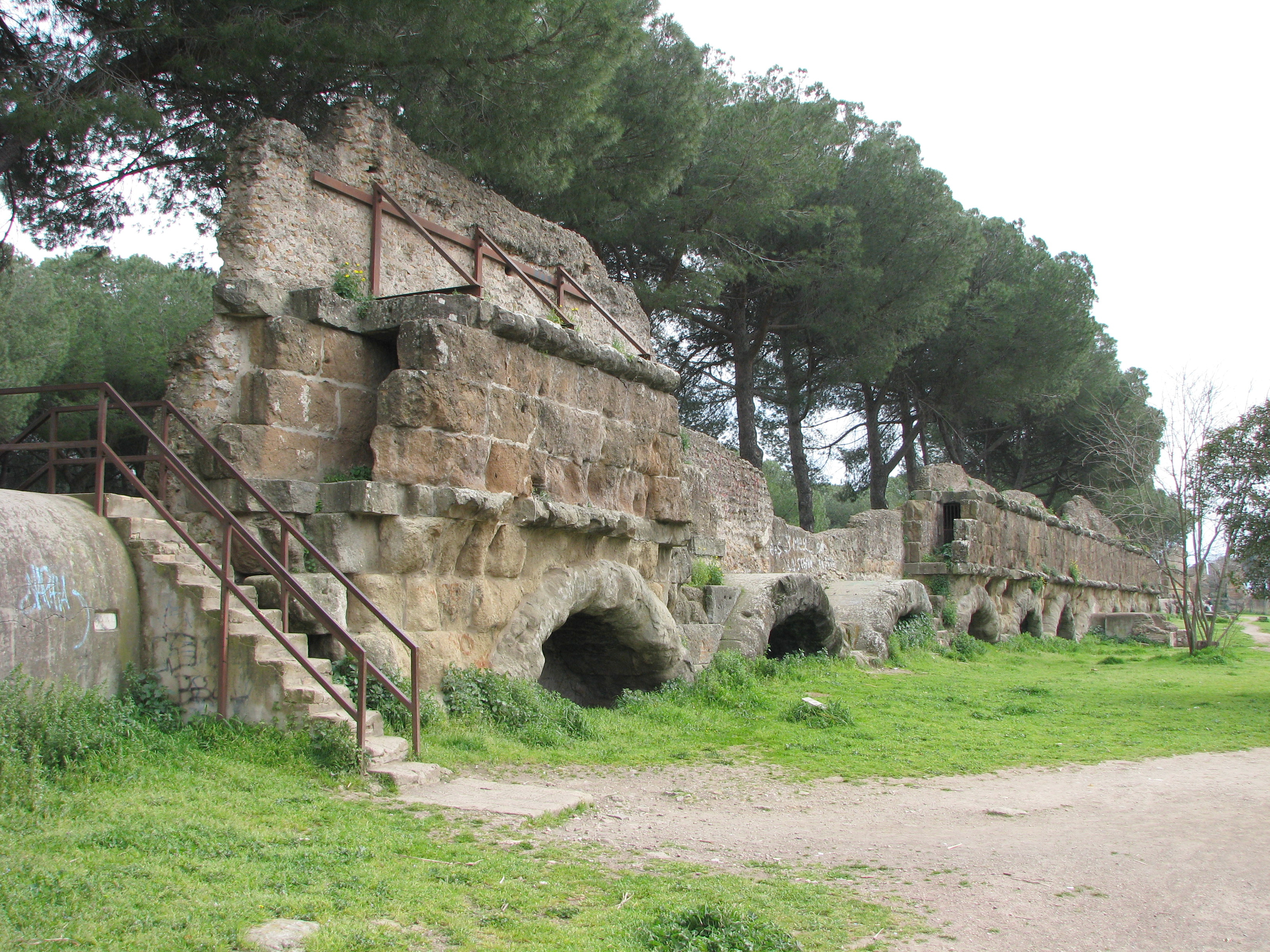
Vestiges des arches soutenant le canal en pierre de l'Aqua Marcia, et les canaux en brique de l'Aqua Tepula et de l'Aqua Iulia.
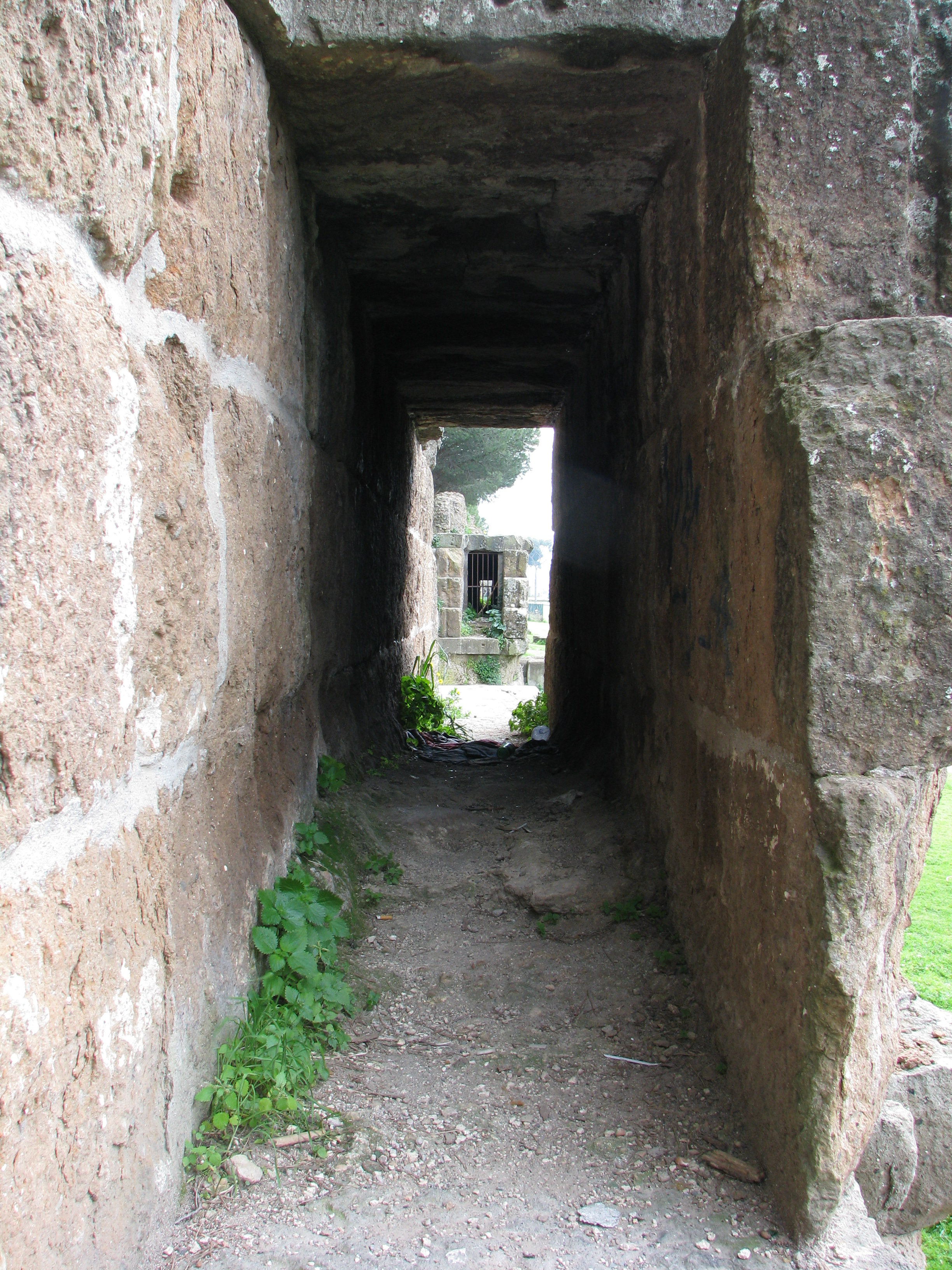
Specus de l'Aqua Marcia, près de Romavecchia, Via Lemonia.
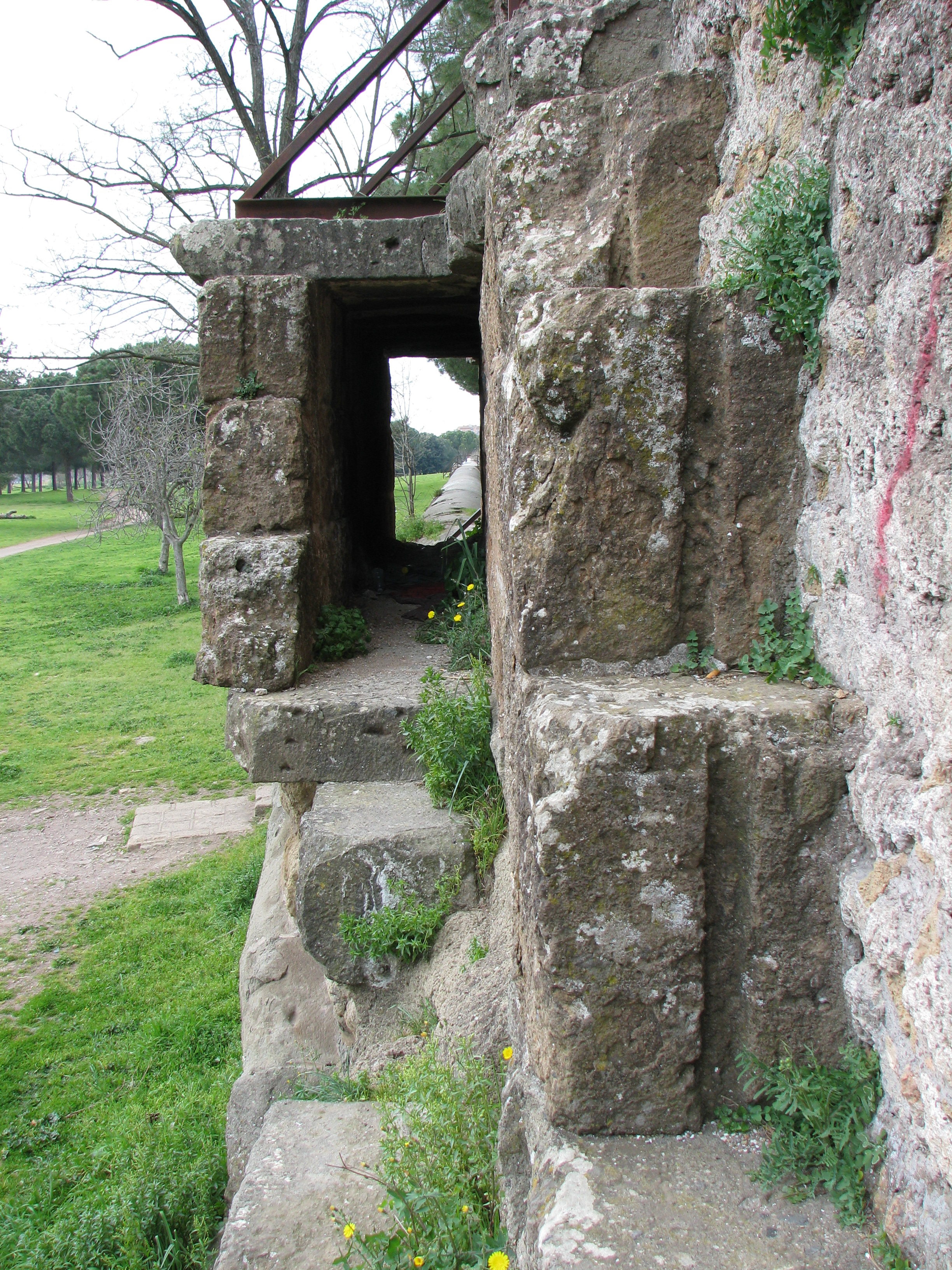
Conduit acheminant l'Aqua Marcia. À droite, les extrémités des blocs sont taillées verticalement de telle façon que, mis bout-à-bout, se forme un tube permettant de faire couler le mortier qui assure l'étanchéité du canal.

### Parcours dans Rome
Une fois franchie la Porte Majeure, l'Aqua Marcia, accompagné de l'Aqua Iulia et l'Aqua Tepula, suit la direction nord-est, les arcades sont incorporés dans le mur d'Aurélien jusqu'à la Porte Tiburtine au pied du Viminal. Les trois eaux suivent le même tracé mais dans des canaux séparés et superposés. Le specus de l'Aqua Marcia est surmonté du specus de l'Aqua Tepula, lui-même surmonté du specus de l'Aqua Iulia. Ils parviennent jusqu'au Viminal et terminent leur course dans les castella Piscina Trium Aquarum, au nord des thermes de Dioclétien. De nombreux cippes d'époque augustéenne permettent de suivre le parcours des trois aqueducs,. L'eau de l'aqueduc est distribuée jusque sur le Capitole, soit grâce à des arcades, soit grâce à un siphon inversé.

### Branches secondaires

#### Rivus Herculaneus
Une branche secondaire, le Rivus Herculaneus, se sépare du canal principal peu après la Porte Majeure et les Horti Pallantiani, depuis un castellum inclus dans la cinquième tour du mur d'Aurélien au sud de la Porta Tiburtina. Ce canal traverse le Cælius en souterrain mais est trop bas pour l'approvisionner. Il termine sa course dans un castellum situé près de la Porte Capène, probablement du côté du Caelius, alimentant en eau des quartiers populeux des Regiones I, XI et XII. Cette extension semble avoir été construite en même temps que l'aqueduc principal, au milieu du IIe siècle av. J.-C. Trajan étend sa distribution jusque sur l'Aventin au moyen de siphons inversés.

#### Aqua Antoniniana Iovia
La branche secondaire Antoniniana Iovia se sépare du conduit principal vers le troisième mille de la Via Latina pour se diriger vers le sud-est de Rome et les thermes de Caracalla dans la Regio XII. Cette branche secondaire, ajoutée par Caracalla, est encore en partie visible aujourd'hui, notamment au niveau de la Porta San Sebastiano (ancienne Porta Appia). La voûte qui enjambe la Via Appia est aménagée en arc monumental, connu sous le nom d'Arco di Druso du fait d'une confusion avec l'arc de Drusus, un autre arc de triomphe tout proche. Le canal achève sa course dans un grand réservoir construit au sud-ouest des thermes. La capacité de l'Aqua Antoniniana est augmentée sous Dioclétien, prenant alors le nom de Forma Iovia.

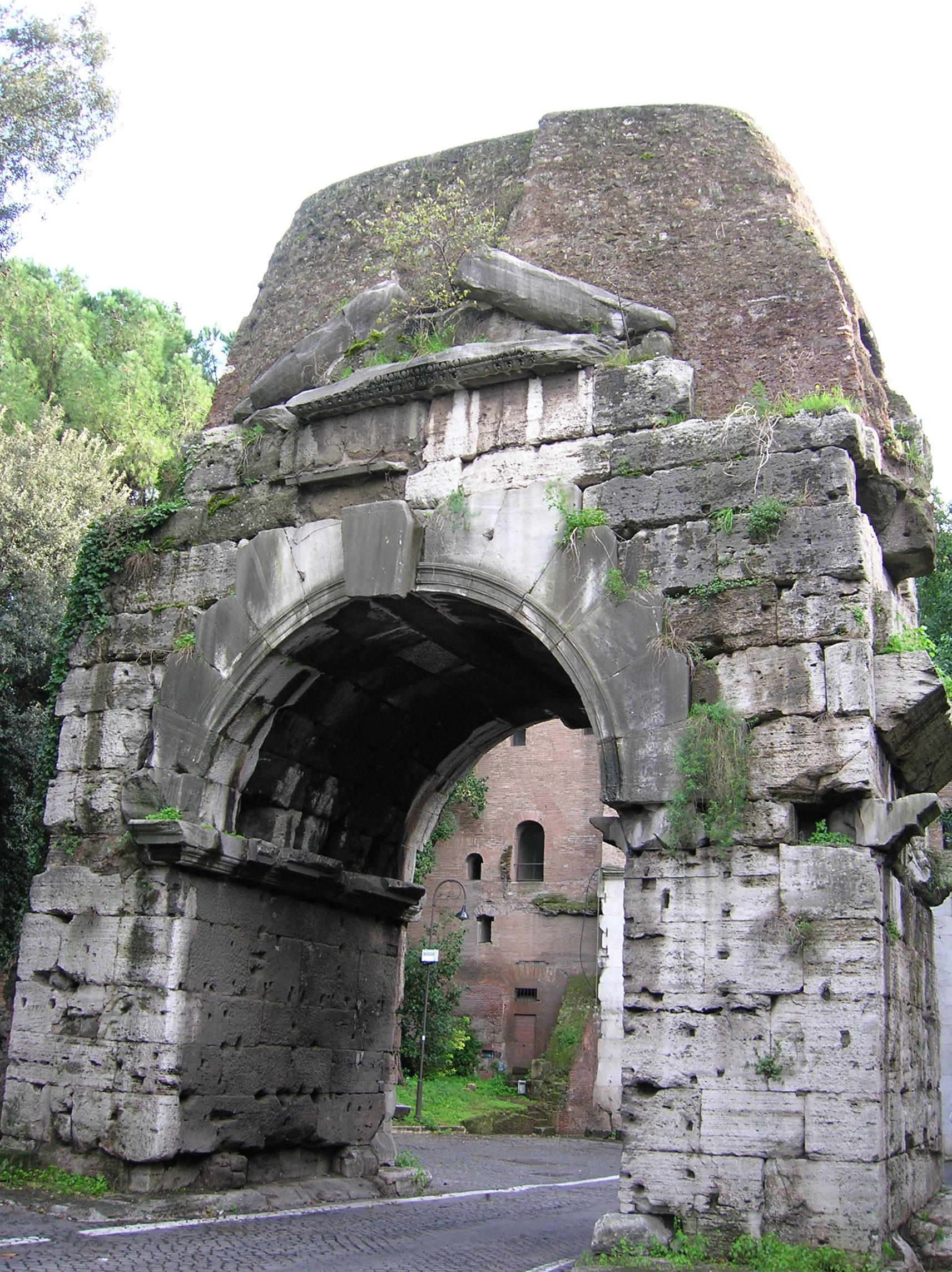
Arco di Druso, voûte de l'Aqua Antoniniana, face interne.
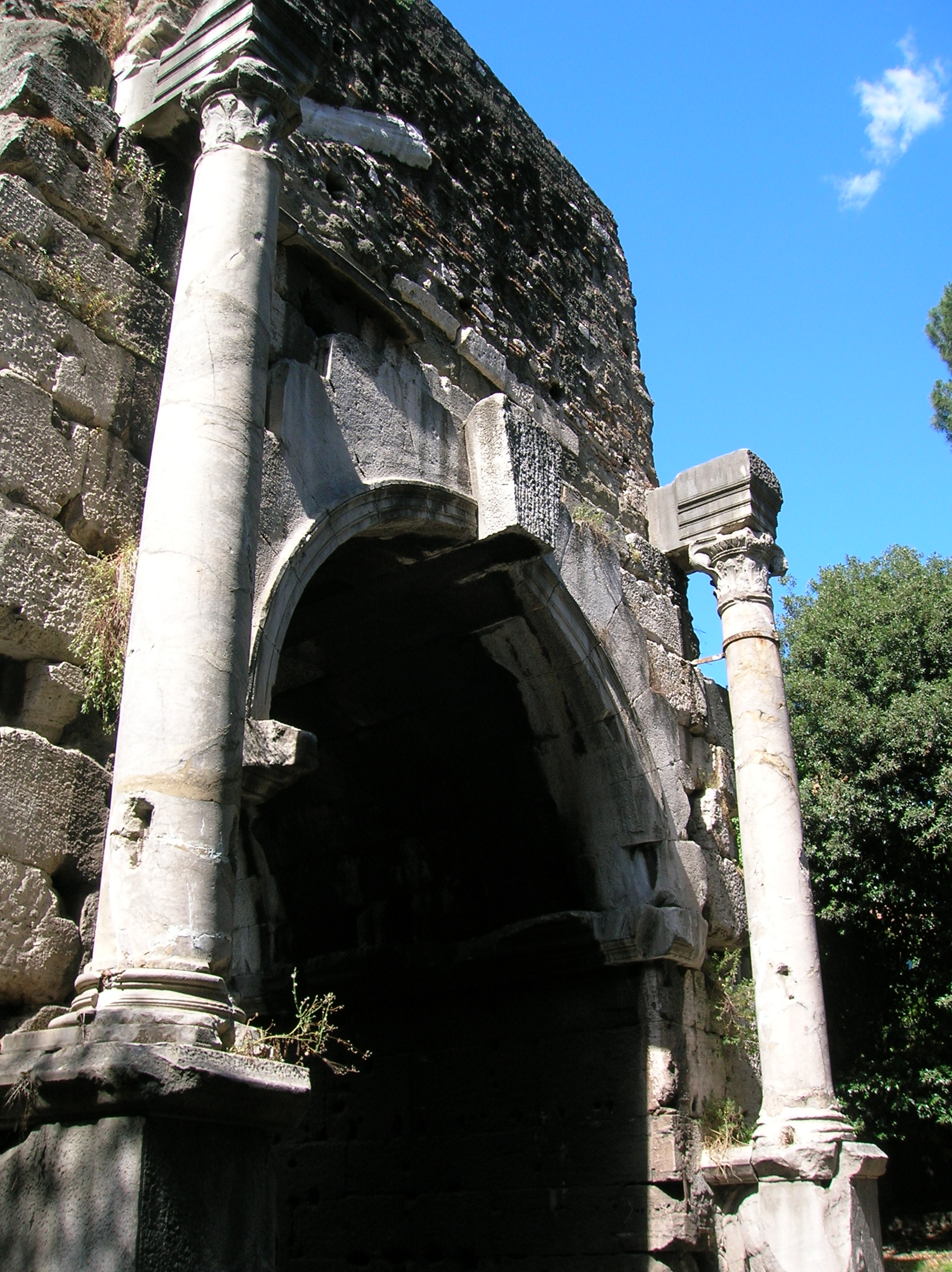
Face externe, tournée vers la Porta Appia.
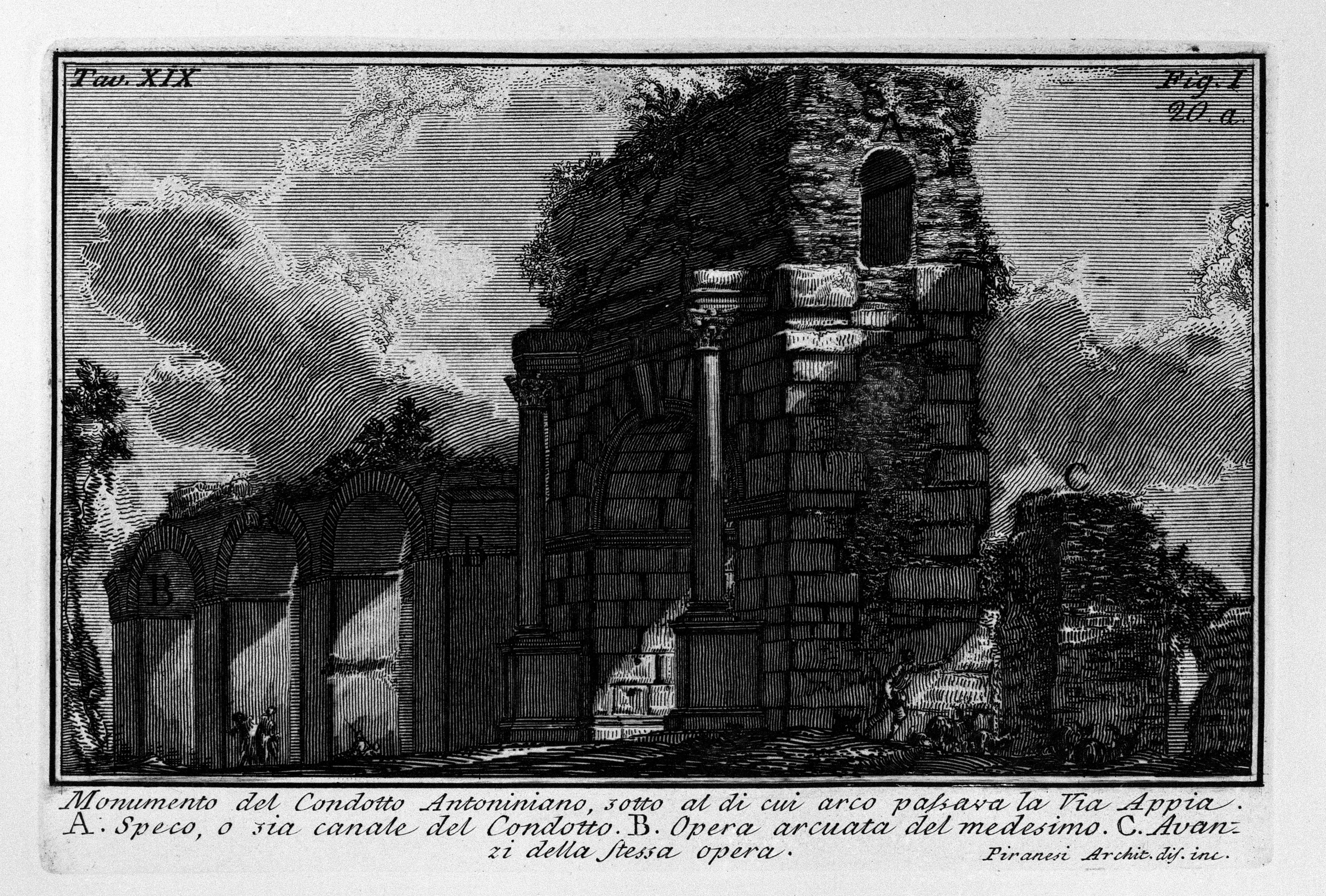
Vestiges de l'Aqua Antoniniana, le specus est bien visible.

## Fonction

### Usage
L'Aqua Marcia étant considérée comme la meilleure des eaux de Rome, elle est réservée à la boisson. L'empereur Nerva décide de conduire toutes les eaux dans des canaux séparés pour éviter que les mélanges n'altèrent la qualité de son eau.

### Distribution
La capacité de l'aqueduc est estimée dans les registres à l'époque de Frontin à 2 162 quinaires. Or le curateur des eaux, dans sa mission de contrôle, évalue sa capacité à 4 690 quinaires. Cette différence est en partie due aux 351 quinaires qui sont distribués avant l'arrivée dans la piscine épuratoire, dont 164 rejoignent l'Anio Vetus et 92 l'Aqua Tepula. Une fois arrivé en ville, la capacité n'est plus que de 2 944 quinaires, ce qui est supérieur à ce qui est indiqué dans les registres, mais bien inférieur aux estimations de Frontin, même en tenant compte de la distribution hors de la ville. Ce sont en fait 1 840 quinaires qui sont réellement distribués, tout le reste ayant été détourné frauduleusement. Une grande partie de son approvisionnement est donc utilisé illégalement par des habitants pour leur usage privé, notamment sur l'Aventin et le Caelius. Grâce aux mesures prises par Frontin, la distribution initiale de l'aqueduc est rétablie à la fin du Ier siècle et de nouvelles arcades sont construites, notamment entre le Caelius et l'Aventin.
L'Aqua Marcia approvisionne toute la ville au moyen de 51 châteaux d'eau (castella) à l'exception de la Regio II.
| Hors de Rome (extra urbem) | Hors de Rome (extra urbem) | Dans Rome (in urbe) | Dans Rome (in urbe)  | Dans Rome (in urbe) | Dans Rome (in urbe) | Dans Rome (in urbe)           | Dans Rome (in urbe)           | Dans Rome (in urbe)               | Dans Rome (in urbe)           |
| -------------------------- | -------------------------- | ------------------- | -------------------- | ------------------- | ------------------- | ----------------------------- | ----------------------------- | --------------------------------- | ----------------------------- |
| Concession impériale       | Usage privé                | Nombre de castella  | Concession impériale | Usage privé         | Usage public        | Répartition de l'usage public | Répartition de l'usage public | Répartition de l'usage public     | Répartition de l'usage public |
| Concession impériale       | Usage privé                | Nombre de castella  | Concession impériale | Usage privé         | Usage public        | Camps                         | Établissements et ateliers    | Lieux de spectacle                | Bassins                       |
| 269 (15%)                  | 568 (31%)                  | 51                  | 116 (6%)             | 543 (30%)           | 439 (24%)           | 41 (9%) (4 camps)             | 41 (9%) (15 établissements)   | 104 (24%) (12 lieux de spectacle) | 253 (58%) (113 bassins)       |

## Conversions
- La quinaire (quineria) est un « module de mesure des eaux » correspondant à un tuyau d'un diamètre de cinq quarts de doigts (2,3 cm) qui sert de référence pour évaluer le débit d'eau circulant dans un conduit depuis le Ier siècle av. J.-C., ce module ayant été introduit par Vitruve ou Agrippa[a 24]. La manière dont les ingénieurs romains convertissent le débit de l'eau pour l'exprimer en un diamètre de tuyau n'est pas bien établie, aussi plusieurs conversions en mètres cubes journaliers ont été proposées, allant de 32,8 à 40,6 m3/jour[7] ;
- le pas romain (gradus) vaut 0,741 mètre, 1,482 mètre si on compte en double pas (passus) ;
- le mille romain (milliarium) vaut 1 482 mètres, soit mille double pas.